# Ford Sync
Ford SYNC — информационно-развлекательная система, устанавливаемая на заводе, полностью интегрированная в автомобиль, позволяющая пользователям делать телефонные звонки, а также управлять музыкой и другими функциями с помощью голосовых команд. Система состоит из приложений и пользовательского интерфейса разработанного Ford и сторонними разработчиками, которые работают над операционной системой Microsoft Windows Embedded Automotive.
Ford впервые анонсировала SYNC в январе 2007 года на Международном Автосалоне в Детройте. Ford впервые предложила SYNC для продажи в 2007 году в двенадцати транспортных средствах 2008 модельного года Ford группы в Северной Америке.
SYNC в настоящее время предлагается в Северной Америке на 14 моделях транспортных средств Ford, 5 моделях транспортных средств Lincoln и Mercury Milan.

## Краткий обзор
Президент и главный исполнительный директор Ford Алан Мулалли и председатель правления Microsoft Билл Гейтс объявили о партнёрстве между Ford и Microsoft на Ежегодном Североамериканском Международном Автосалоне в январе 2007 года.
Ford SYNC позволяет водителю управлять транспортным средством через свои Bluetooth устройства с поддержкой мобильных телефонов, а также цифровых медиаплееров с помощью голосовых команд, рулевого колеса автомобиля, или радиоконтроля.
SYNC может получать текстовые сообщения и читать их вслух с использованием оцифрованного женского голоса «Samantha». SYNC может интерпретировать сотню сокращённых сообщений, таких как LOL для «Laughing Out Loud» и будет читать бранные слова, однако, не будет расшифровать непристойные сокращения.
В качестве автономного выбора, рекомендованная розничная цена производителя составляет $ 395.

## Особенности
SYNC системы без систем навигации и ЖК не имеют всех доступных функций.

### Интеграция мобильного телефона

#### Голосовое управление, громкая связь
Использование «РТТ» на руле позволяет пользователю получить доступ к любому списку контактов своего мобильного телефона с помощью голосовой команды.

#### Автоматический перенос телефонной книги
SYNC будет автоматически переносить имена и номера телефонной книги мобильного телефона.

#### Бесперебойное соединение
Нажатие кнопки «Телефон» на рулевом колесе автоматически перенесёт текущий телефонный звонок в SYNC, не прекращая его.

#### Поддержка современных функции вызова
SYNC отображает те же функции, как и мобильный телефон, например, определение телефонного номера вызывающего абонента, ожидание вызова, конференц-связь, журнал вызовов, список контактов, индикатор сигнала оператора, и индикатор заряда аккумулятора телефона.

#### Поддержка рингтонов
SYNC будет играть личный рингтон, предназначенный для идентификации конкретного абонента.

#### Звуковые SMS сообщения
SYNC может конвертировать SMS сообщения в аудио и читать их вслух. Эта функция является зависимой от оператора. В настоящее время Sprint не поддерживает эту функцию. Verizon продает очень мало телефонов с этой функцией, это телефоны: LG Cosmos и Motorola Droid X.

### Развлечения

#### Поддержка цифрового музыкального проигрывателя
SYNC может подключаться к нескольким популярных цифровых музыкальных плеерам через Bluetooth или USB-соединения. Пользователи могут просматривать музыкальные коллекции по жанрам, альбомам, исполнителям, и названиям песен с помощью простых голосовых команд. С определёнными устройствами SYNC также способен воспроизводить защищённый контент (например, Zune Pass), при условии, что права использования на устройстве это разрешают. Сайт компании Ford содержит список игровых носителей, на которых защищённое содержимое поддерживается.

### Мгновенное распознавание голоса
Позволяет пользователям избежать программирования или чтения вслух скриптов для распознавания их голоса в SYNC.

### Поддержка нескольких языков
SYNC свободно говорит на английском, французском и испанском.

## Приложения

### 911 Assist†
911 Assist† приложение выполняет вызов местного оператора 911 в случае серьёзной аварии с развёртыванием воздушной подушки. Перед началом чрезвычайного вызова 911 SYNC обеспечит 10-секундный промежуток, чтобы водитель или пассажир решил, следует ли отменить вызов. Если вызов не отменен вручную в течение 10-секундного промежутка, SYNC выполнит экстренный вызов. Предварительно записанные сообщения будут звучать, когда вызов принят, и пассажир в автомобиле сможет напрямую общаться с оператором 911.

### AppLink†
AppLink† позволяет BlackBerry, iPhone, а также телефонам на базе Android запуск приложений с использованием утверждений кнопки рулевого колеса автомобиля, Radiohead, и / или голосовых команд. AppLink будет работать только на I поколении SYNC (модельный год 2011 и позже).

### Traffic, Directions and Information
Traffic, Directions and Information является приложением, которое предоставляет пользователю трафик предупреждений, от поворота к повороту и информацию о темах, таких как погода, спорт, новости и 411 бизнес-поисков. Ford объявил 27 мая 2009 года, что приложение Traffic, Directions and Information должно быть свободным в течение трёх лет к первоначальному владельцу 2010 модельного года транспортных средств оборудованных SYNC.
Информация для движения и оповещения от поворота к повороту направления предоставляется INRIX, дочерней компанией Microsoft.

### Vehicle Health Reports†
Vehicle Health Reports† после установки их личных предпочтений в Интернете, пользователи могут получить бесплатный доступ к отчетам автомобиля в любое время с помощью SYNC. Эта функция будет выпущена вместе с SYNC версии 2.0. Все нынешние владельцы SYNC будут иметь доступ к обновлению до этой версии.

### Ford Work Solutions
Ford Work Solutions представляет собой набор технологий дебютировавших в апреле 2009 года. Ford Work Solutions существует на рынке для профессионалов, которые покупают Ford F150, F-Series Super Duty, E-Series фургон и Transit Connect. Magnetti Marelli разработан в компьютере, что является уникальным для грузовых автомобилей оснащенных Ford Work Solutions. Среди приложений, входящих в решение Ford Work Solutions главные: Garmin Nav, Mobile Office и Tool Link.

#### Crew Chief
Crew Chief предоставляет в реальном времени местоположения транспортного средства и эксплуатационного контроля. Старший экипажа может контролировать многочисленные диагностические функции, включая давление в шинах и проверку износа двигателя. Пользователи также могут создавать оповещения для мониторинга вещей, как чрезмерное использование холостого хода, несанкционированное использование транспортного средства или непристегнутые ремни безопасности.
Ford разработал Crew Chief вместе с партнером Microlise.

#### Garmin Nav
Приложение Garmin Nav предоставляет много возможностей, в том числе назначение маршрутизации и поиск точек интереса.

#### LogMeIn
LogMeIn приложение даёт пользователю удалённый доступ к офисному компьютеру с использованием данных соединения Sprint. Пользователь может открывать приложения на удалённом компьютере, обновлять и печатать документы с использованием сертификатов Ford, Bluetooth клавиатуры и принтера.

#### Tool Link
Tool Link представляет собой приложение, которое позволяет пользователю делать инвентаризацию объектов, присутствующих в кузове с помощью радиочастотной идентификации (RFID-метки). Пользователь определяет радиочастотные метки как объект, что позволяет SYNC системе обнаружить присутствие или отсутствие объекта и отображать состояние объекта на дисплей компьютера.
Пользователи могут создавать «рабочие списки» объектов, чтобы убедиться, что средства, необходимые для конкретной задачи, присутствуют в грузовике, прежде чем отправиться на работу. В конце работы система проверяет товарно-материальные ценности в грузовике, чтобы убедиться, что все инструменты остались на месте.
Ford разработал приложение Tool Link вместе с DeWalt и ThingMagic.
Приложения обозначенные «†» доступны только на 2009,5 и более поздних модельных годах или с помощью обновления программного обеспечения.

## Бренд
«SYNC» является зарегистрированной торговой маркой компании Ford Motor Company. Обычно Ford не распространяет марку своих поставщиков частей или поставщиков систем для Ford. Тем не менее, салон автомобиля, оснащённого системой SYNC включает в себя как SYNC, так и Microsoft бренды.

## Эксклюзивное соглашение с Microsoft
Ford использует исключительно встроенную операционную систему Microsoft Auto, которая работает в ранних версиях SYNC до эксклюзивного соглашения истекшего в ноябре 2008 года. Разработанные Ford элементы пользовательского интерфейса и приложения остаются исключительно транспортным средствам Ford и не доступны для других производителей, использующих Windows Embedded Automotive в основе их автомобильных информационно-развлекательные систем.

## Версии SYNC

### SYNC v1 сентябрь 2007
В SYNC v1 предлагается возможность воспроизведения некоторых СМИ развлечений, возможность подключения к определённым мобильным телефонам и цифровым аудиоплеерам и использование SMS.

### SYNC v2 январь 2008
В SYNC v2 включены два новых разработанных Ford приложения: 911 Assist и Vehicle Health Report.

### SYNC v3 апрель 2009
В SYNC v3 включено приложение Traffic, Directions and Information.
Последняя версия SYNC выпущенная Ford v3.2.

### Ford Work Solutions апрель 2009
Ford Work Solutions представляет собой сборник из пяти приложений для профессионалов, которые покупают грузовики Ford. Среди приложений, входящих в решение Ford Work Solutions главные: Crew Chief, Garmin Nav, LogMeIn и Tool Link.

### SYNC v4 январь 2010
В SYNC v4 для определённых автомобилей 2011 модельного года включено разработанное Ford сенсорное приложение MyFord.

### SYNC v5 январь 2011
В SYNC v5 включены SYNC AppLink возможности для определённых автомобилей 2011 модельного года.

## Аппаратное обеспечение
SYNC компьютер, созданный Ford Интерфейс аксессуаров Протокол Module (APIM), расположен отдельно от головное устройство, созданного Ford аудио модуля управления (ACM), а также интерфейсы со всеми источниками автомобильного аудио, а также высокоскоростные и среднескоростные CAN-шины. Первое поколение компьютеров SYNC Ford было разработано в сотрудничестве с Continental AG и построено на 400 МГц Freescale i.MX31L процессоре с ARM 11 ядер процессора, использующего 256 из 133; МГц Mobile DDR SDRAM из Micron и 2 Гб Samsung NAND флэш-память, работающего на операционной системе Microsoft Auto и использует технологию речи Nuance Communications. Используя порт USB, SYNC на базе Microsoft Windows, Auto операционной системы могут быть обновлены для работы с новыми персональными электронными устройствами. Cambridge Silicon Radio (КСО) BlueCore4 чип обеспечивает Bluetooth связь с совместимыми телефонами и устройствами. Самый дорогой SYNC чип стоит $27,80, что позволяет выгодно продавать систему по намного более низкой цене, чем конкурирующие предложения.

## Награды и признание
В Popular Mechanics SYNC заняла 4 место в списке «Топ-10 самых ярких гаджетов 2007 года».
Журнал Popular Science наградил SYNC наградой «Лучшее из всего нового» за 2008 год в ноябре 2007 года.

## Транспортные средства, поддерживающие SYNC
Для следующих транспортных средств SYNC доступен либо как дополнительная, либо как стандартная функция. Дата рядом с каждым транспортным средством указывает, в каком модельном году SYNC был впервые доступен на этом конкретном транспортном средстве. * Примечание: На некоторых моделях SYNC не доступен в некоторых комплектациях.
- Ford Mondeo V: 2014 -
- Ford Explorer: 2011-
- Ford Edge: 2008
- Ford Escape (в том числе гибридные): 2009
- Ford Expedition (в том числе EL & Max): 2009
- Ford Explorer: 2008
- Ford F-Series: 2009
- Ford Fiesta: 2011
- Ford Flex: 2009
- Ford Focus: 2008
- Ford Fusion: 2008
- Ford Kuga: 2013
- Ford Mustang: 2010 (*доступные на 2009-х моделях, как дополнительная опция, недоступны на основном купе V6)
- Ford Sport Trac: 2008
- Ford Super Duty: 2009
- Ford Taurus (пятого поколения): 2008
- Ford Taurus (шестого поколения) (в том числе Ford, версия «Полиция Перехватчик»): 2010
- Ford Taurus X: 2008 (выпуск моделей прекращен в 2009)
- Mercury Mariner: 2009
- Mercury Milan: 2008
- Mercury Mountaineer: 2008
- Mercury Sable: 2008 (выпуск моделей прекращен в 2009)
- Lincoln MKS: 2009
- Lincoln MKT: 2010
- Lincoln MKX: 2008
- Lincoln MKZ: 2008
- Lincoln Navigator: 2009 (доступно на 2008 моделях в качестве дополнительной опции)